# Bahnhof Turgi
Der Bahnhof Turgi wurde am 29. September 1856 zusammen mit der Bahnstrecke Baden–Brugg durch die Schweizerische Nordostbahn eröffnet. Er befindet sich in der Gemeinde Turgi. Seit der Eröffnung der Bahnstrecke Turgi–Koblenz–Waldshut am 18. August 1859 ist er ein Abzweigungsbahnhof, der 135 Jahre lang die Form eines Inselbahnhofs hatte.

## Geschichte
Anlässlich der Eröffnung der Strecke nach Brugg wurde vorerst nur ein provisorisches Bahnhofgebäude errichtet. Die Gesellschaft wollte einerseits das Potenzial des Bahnhofs abklären, andererseits war die Strecke nach Koblenz zu diesem Zeitpunkt schon in Planung.
Mit der Eröffnung der Bahnstrecke Turgi–Koblenz–Waldshut wurde der Bahnhof von einem einfachsten Landbahnhof zu einem Umsteigebahnhof umgebaut. Dabei verlegte man die Gleise in Richtung Koblenz–Waldshut nördlich des neu errichteten Bahnhofgebäudes. Der Bahnhof erhielt auch ein Bahnhofsbuffet mit getrennter zweiter und dritter Klasse. Der Bahnhof erhielt 1911 ein Stellwerk des Typs Bruchsal. Dieses besass ein durch den Vorstand bedientes zentrales Freigabewerk und zwei erhöhte Wärterstellwerke. Dieses mechanische Stellwerk wurde 1996 gegen ein elektronisches Stellwerk des Typs SIMIS C ersetzt. Anfänglich wurde es von Brugg, später von Zürich-Altstetten und heute von der Betriebszentrale Ost am Flughafen Zürich ferngesteuert.
Der Bahnhof wurde zwischen 1994 und 1997 zu einem Abzweigbahnhof umgebaut, wobei man das neu erbaute runde Stationsgebäude erst nachträglich an seinen heutigen Standort verschob.

## Anlage

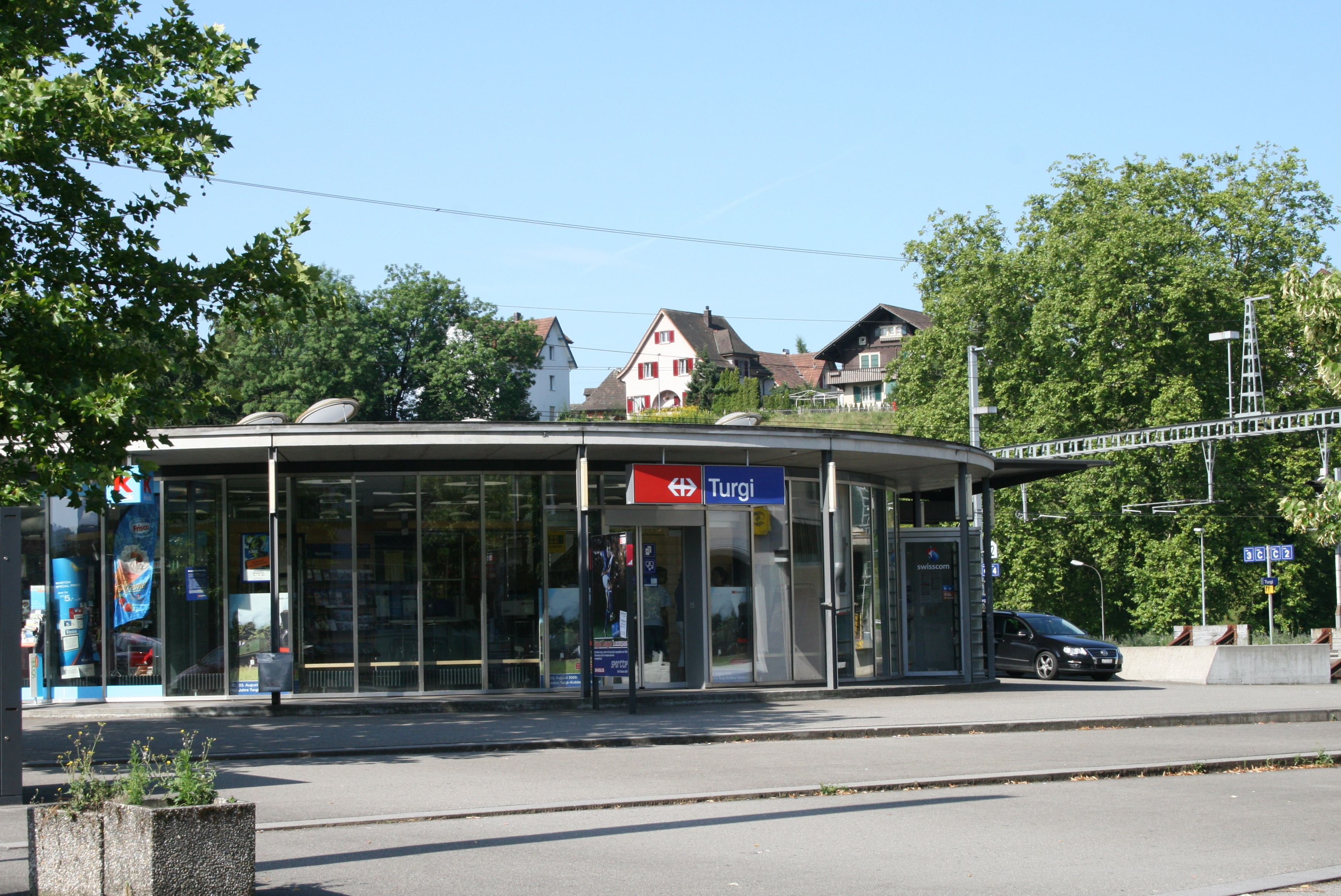
Neues kreisrundes Bahnhofsgebäude

In seiner Blütezeit besass der Bahnhof neun Bahnhofsgleise nebeneinander. Dazu kam ein zweigleisiger Lokschuppen, zwei Wagenremisen mit je drei Gleisen, zwei Güterschuppen und eine Drehscheibe.
Der heutige Bahnhof besitzt vier Bahnhofsgleise mit einer Perronkante; Gleis 1 und 4 besitzen je einen Aussenbahnsteig, Gleis 2 und 3 einen gemeinsamen Mittelbahnsteig. Die Bahnsteige sind miteinander mittels Unterführungen über Treppen und Rampen verbunden. Während von Brugg her in alle vier Gleise eingefahren werden kann, ist die Einfahrt von und nach Koblenz nur über die drei nördlichen Gleise 1, 2 und 3 möglich. Westlich der Bahnsteiggleise befinden sich mehrere Abstellgleise, die vom Baudienst verwendet werden. Es gibt keine Anschlussgleise und es findet heute kein Güterverkehr mehr statt.

### Altes Bahnhofsgebäude und Dampflok-Denkmal

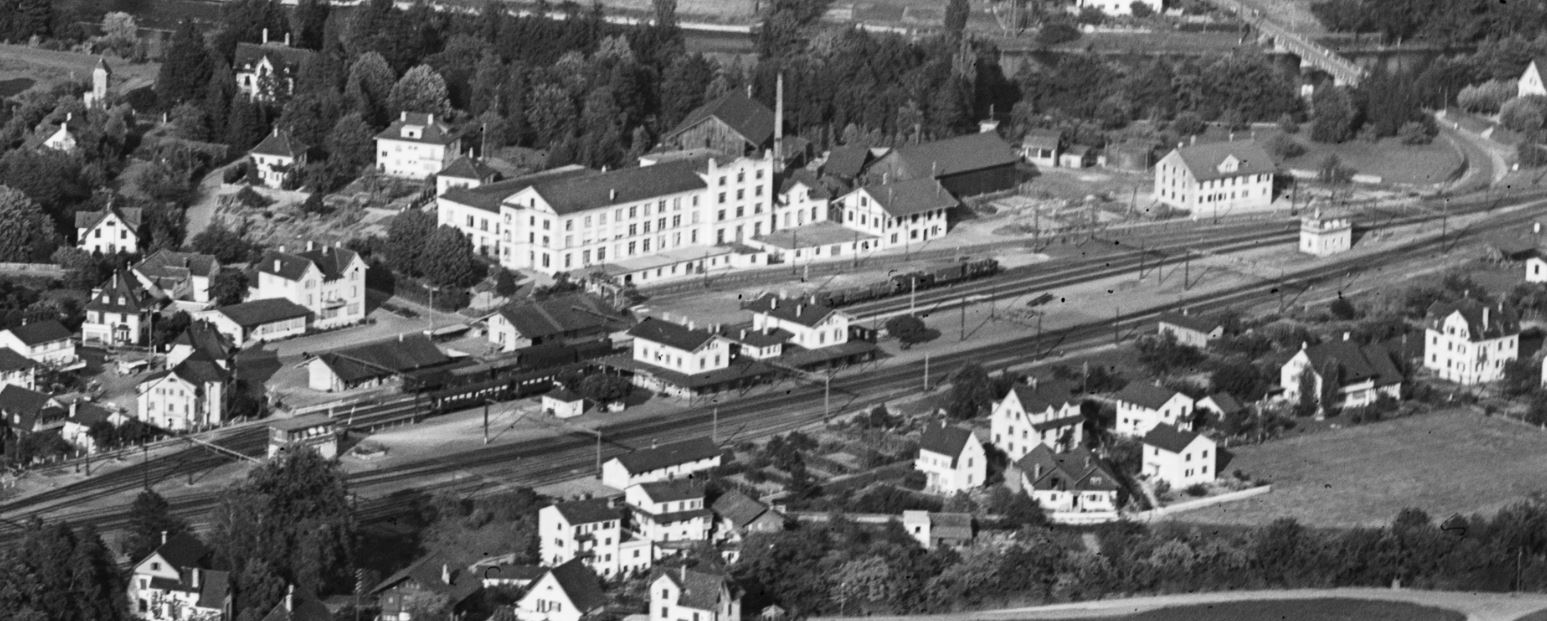
Ehemaliger Inselbahnhof Turgi

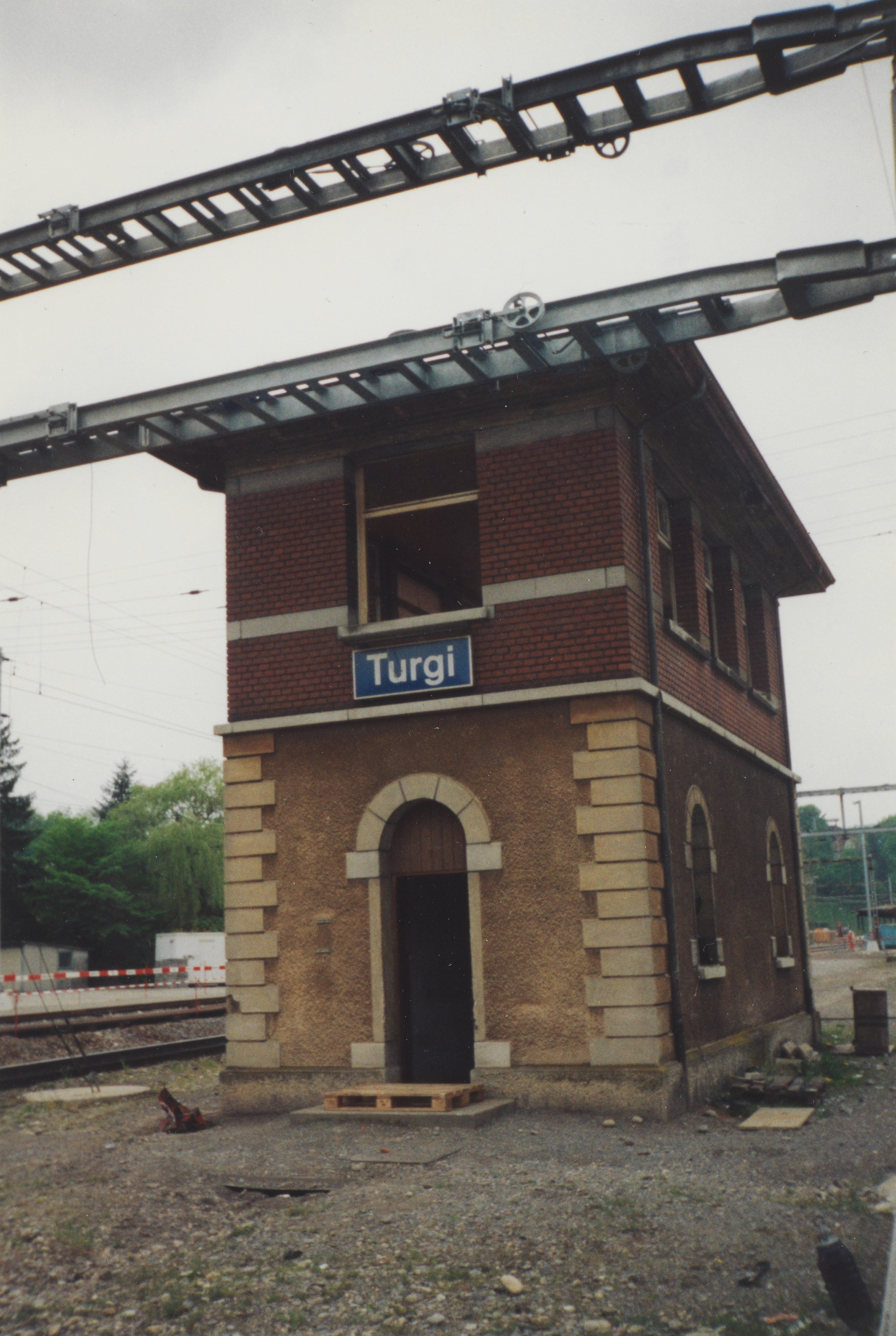
Stellwerk II (1996)

Das alte Bahnhofsgebäude wurde nach einem Entwurf von Jakob Friedrich Wanner erbaut, welcher auch die Bauleitung innehatte. Sein Entwurf lehnte sich stark an das Gebäude des zeitgleich erbauten Bahnhofs Aarau an, fiel allerdings kleiner aus. Das Gebäude bestand aus zwei zweistöckigen Endbauten, die zwei Fensterachsen breit und vier Fensterachsen tief waren, und mit einem einstöckigen Mittelbau verbunden waren. Zwischen 1995 und 1996 wurde das denkmalgeschützte (TUR913) Gebäude abgebrochen.
Die 1967 aufgestellte, denkmalgeschützte Dampflok «Molly» (TUR926) musste ebenfalls dem Neubau weichen. Die 1944 gebaute «Denkmallokomotive» wurde 1994 dem Verein «Schinznacher Baumschulbahn» überlassen, wo sie revidiert und 1999 wieder in Betrieb genommen wurde.

### Neues Bahnhofsgebäude
Das runde Bahnhofsgebäude (es ist das einzige Bahnhofsgebäude mit runder Form bei den SBB) wurde 1995 nördlich der bestehenden Gleise erbaut und 1997 südwärts an seinen heutigen Standort verschoben. Wegen rückläufiger Nachfrage wurde der SBB-Schalter per 1. Juli 2018 aufgehoben.

## Angebot

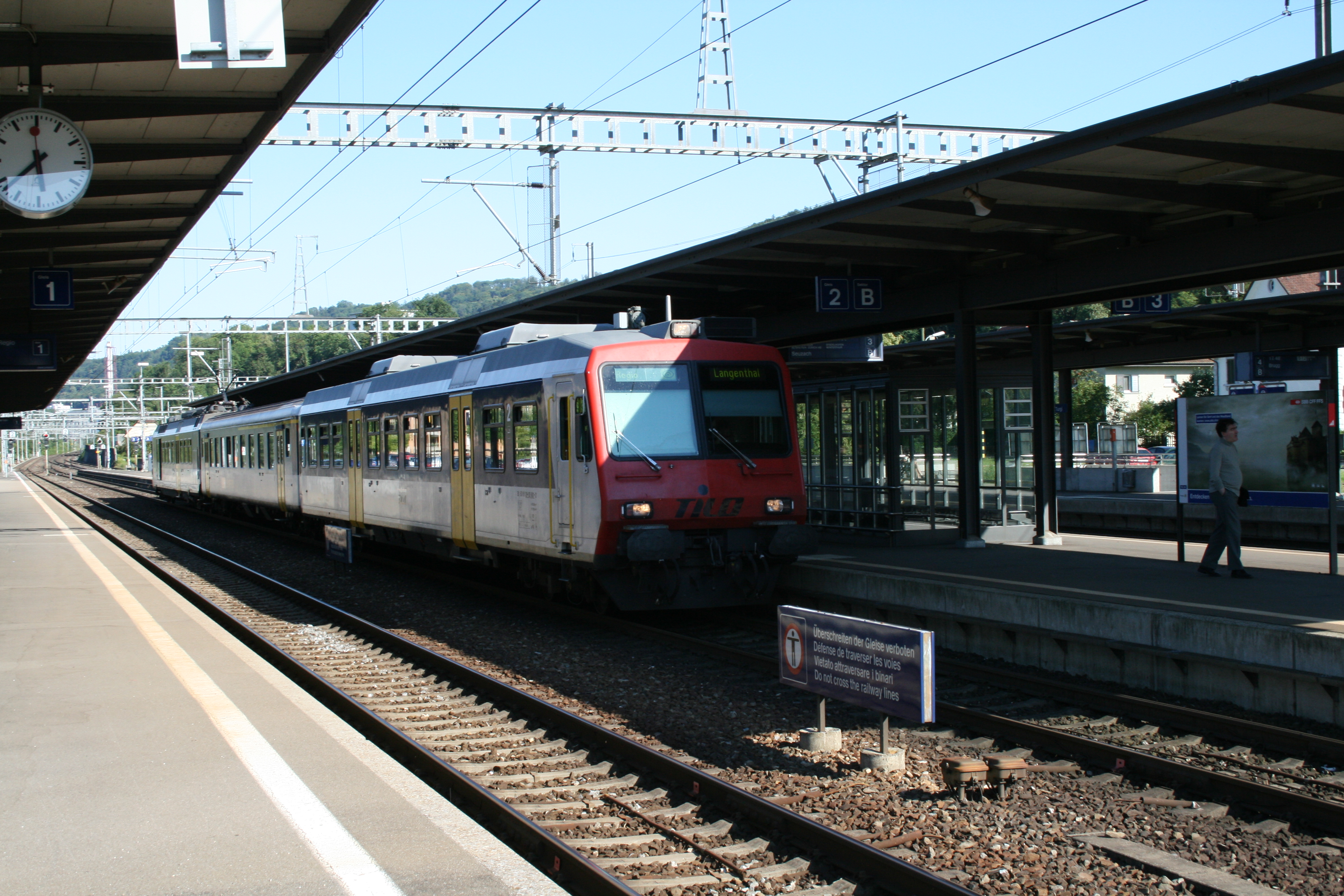
Regionalzug im Bahnhof Turgi

Turgi wird von Regionalzügen der S23, S27 und S29 der S-Bahn Aargau sowie der S12 der S-Bahn Zürich bedient. Stündlich verkehrt die S23 von Baden via Brugg, Lenzburg, Aarau und Olten nach Langenthal, halbstündlich die S27 durch das untere Aaretal nach Koblenz und weiter abwechselnd nach Waldshut respektive Bad Zurzach und halbstündlich die S29 nach Brugg, Wildegg, Aarau und stündlich weiter nach Olten und Sursee. Die Zürcher Linie S12 (Brugg–Baden–Zürich HB–Winterthur–Schaffhausen/Wil SG )verkehrt jeweils halbstündlich.
Zudem wird der Bahnhof von einer Postauto-Linie erschlossen, die von Gebenstorf über Turgi nach Untersiggenthal, Würenlingen und Villigen PSI verkehrt. Der Bahnhof Turgi verfügt über ein Mobility-Carsharing-Angebot.

### Fernverkehr
- 12 Olten – Brugg AG – Wettingen (– Zürich HB)

### S-Bahn Zürich
- S 12 Brugg – Altstetten – Zürich HB – Stettbach – Winterthur – Schaffhausen/Wil
- S 19 (Koblenz – Baden –) Dietikon – Zürich HB – Wallisellen – Effretikon (– Pfäffikon ZH) Verkehrt nur Werktags. Koblenz - Dietikon und Effretikon - Pfäffikon ZH nur in Hauptverkehrszeiten

#### Nachtnetz
- SN1 Aarau – Wildegg – Brugg – Dietikon – Zürich HB – Stettbach – Winterthur

### S-Bahn Aargau
- S 23 Langenthal – Olten – Aarau – Lenzburg – Brugg – Baden
- S 27 Baden – Waldshut / – Bad Zurzach
- S 29 Sursee – Zofingen – Olten – Aarau – Wildegg – Brugg – Turgi

### Postauto
- 357 Gebenstorf – Turgi – Untersiggenthal – Würenlingen – Villigen PSI